# Pereiras
Péreyres és un municipi francès situat al departament de l'Ardecha i a la regió d'Alvèrnia-Roine-Alps. L'any 2007 tenia 53 habitants.

## Demografia

### Població
El 2007 la població de fet de Péreyres era de 53 persones. Hi havia 28 famílies de les quals 16 eren unipersonals (8 homes vivint sols i 8 dones vivint soles) i 12 parelles sense fills.
La població ha evolucionat segons el següent gràfic:
Habitants censats

### Habitatges
El 2007 hi havia 70 habitatges, 28 eren l'habitatge principal de la família, 35 eren segones residències i 7 estaven desocupats. 63 eren cases i 7 eren apartaments. Dels 28 habitatges principals, 26 estaven ocupats pels seus propietaris, 1 estava llogat i ocupat pels llogaters i 1 estava cedit a títol gratuït; 4 tenien dues cambres, 9 en tenien tres, 7 en tenien quatre i 8 en tenien cinc o més. 16 habitatges disposaven pel capbaix d'una plaça de pàrquing. A 16 habitatges hi havia un automòbil i a 6 n'hi havia dos o més.

### Piràmide de població
La piràmide de població per edats i sexe el 2009 era:
| Homes | Edats   | Dones |
| ----- | ------- | ----- |
| 0     | 95 o +  | 0     |
| 0     | 90 a 94 | 0     |
| 0     | 85 a 89 | 0     |
| 4     | 80 a 84 | 0     |
| 4     | 75 a 79 | 0     |
| 0     | 70 a 74 | 0     |
| 4     | 65 a 69 | 0     |
| 0     | 60 a 64 | 0     |
| 8     | 55 a 59 | 4     |
| 0     | 50 a 54 | 0     |
| 0     | 45 a 49 | 4     |
| 0     | 40 a 44 | 0     |
| 0     | 35 a 39 | 0     |
| 4     | 30 a 34 | 0     |
| 4     | 25 a 29 | 0     |
| 0     | 20 a 24 | 0     |
| 0     | 15 a 19 | 4     |
| 0     | 10 a 14 | 0     |
| 0     | 5 a 9   | 0     |
| 4     | 0 a 4   | 0     |

## Economia
El 2007 la població en edat de treballar era de 28 persones, 16 eren actives i 12 eren inactives. De les 16 persones actives 12 estaven ocupades (5 homes i 7 dones) i 4 estaven aturades (3 homes i 1 dona). De les 12 persones inactives 6 estaven jubilades, 3 estaven estudiant i 3 estaven classificades com a «altres inactius».

## Poblacions més properes
El següent diagrama mostra les poblacions més properes.